# سيرخيو مينديغوتشيا
سيرخيو مينديغوتشيا (بالإسبانية: Sergio Mendigutxia) (12 يونيو 1993 بأفيليس في إسبانيا - ) هو لاعب كرة قدم إسباني في مركز الهجوم. لعب مع أتلتيك بيلباو ب وريال سبورتينغ خيخون وسبورتينغ خيخون ب ونادي باسكونيا ونادي قرطبة وLa Roda CF ‏ وCU Collado Villalba ‏ وCórdoba CF B ‏.

## روابط خارجية
- سيرخيو مينديغوتشيا على موقع قاعدة بيانات كرة القدم.إي يو (الإنجليزية)
- سيرخيو مينديغوتشيا على موقع Soccerway.com (الإنجليزية)